# جامع عثمان بن عفان (دير الزور)
جامع عثمان بن عفان هو مسجد جامع يقع في حي المطار القديم بدير الزور.
في فترة الاحتجاجات السورية عام 2011 وتحديداً في العاشر من آب خلال اجتياح مدينة دير الزور وقصفها، قصف المسجد من قبل الجيش السوري مما أدى إلى تدمير المئذنة بشكل جزئي، وبعد ذلك تم ترميمه من قبل عمال تابعين للجيش ضمن إطار ما ادعى بانه سلسلة اصلاحات، وفي عام 2013 عاود الجيش اقتحام المدينة وقام بقصف المسجد بشكل أعنف مما أدى لتدمير المئذنة بشكل كامل وجزء من القبة والمسجد.